# Zentralmassiv
Das Zentralmassiv (französisch Massif central, okzitanisch Massís central) ist ein Gebirge in der Mitte des südlichen Frankreich, das mit einer Fläche von 85.000 km² ungefähr 15 Prozent des Landes einnimmt. Es trägt seinen Namen aufgrund seiner zentralen Lage in Südfrankreich. Es erreicht eine durchschnittliche Höhe von 700 Metern und im Monts Dore eine maximale von 1885 Metern.
In der Literatur ist die geografische Abgrenzung des Zentralmassivs nicht einheitlich, verschiedentlich wird auch nur die Vulkangegend so bezeichnet. In der Geologie erstreckt sich die Definition auf das variszische Grundgebirge. Geomorphologisch ist die Grenze zu den umliegenden Landschaften im Osten und Süden relativ deutlich, wenn man den Gebirgszug der Cevennen dazuzählt, da das Gelände zu diesen abrupt ansteigt. Als nördlichster Ausläufer gilt das Beaujolais bis kurz vor Mâcon, der südlichste Punkt ist die Montagne Noire an der Grenze zum Département Aude – beide gipfeln immerhin noch in über 1000 Meter Höhe. Im Norden und Westen ist der Übergang fließender, das Relief treppt dort in mehreren Stufen ab. Limousin, Marche und Bourbonnais heißen die Landschaften, in denen das Massiv an die Kalkflächen und Alluvialebenen grenzt, die wie ein Halbmond um die Höhenzüge gruppiert sind, von denen das Plateau de Millevaches mit ebenfalls knapp 1000 Metern Höhe die am weitesten westlich gelegene Hochstufe ist. In diesem Artikel wird die Fläche innerhalb dieser Abgrenzungen als Zentralmassiv bezeichnet. 
Das Zentralmassiv ist keineswegs eine geografische Einheit, sondern lässt sich auf Grund von Unterschieden im Klima und in den Bodenverhältnissen in mehrere stark differenzierte Regionen unterteilen. Anzuführen wären hier die Auvergne, das Land der Vulkane, die hohen, rauen Cevennen, die kargen und doch schon mediterranen Kalkplateaus, Causses genannt, und schließlich, so weit im Süden, dass man es häufig nicht mehr dazuzählt, der bergige Teil des Languedoc-Roussillon. So unterschiedlich wie die natürlichen Voraussetzungen stellen sich auch Geschichte, Kultur und Wirtschaft des Massivs dar.

## Geographische Lage
Das Zentralmassiv ist westlich der Rhone gelegen und wird in etwa begrenzt von den Städten Limoges, Clermont-Ferrand, Lyon, Nîmes, Béziers, Toulouse, Cahors, Périgueux und Angoulême; somit erstreckt sich das Massiv auf die Regionen Auvergne-Rhône-Alpes, Nouvelle-Aquitaine und Okzitanien. Es umfasst dort ganz oder teilweise die Départements
- Auvergne-Rhône-Alpes: Ardèche, Loire, Rhône, Allier, Cantal, Haute-Loire und Puy-de-Dôme,
- Nouvelle-Aquitaine: Corrèze, Creuse, Haute-Vienne und Dordogne (teilweise),
- Okzitanien: Aveyron, Lot (teilweise), Tarn, Gard, Hérault und Lozère.

Die größten im Massiv oder an seinem Rand gelegenen Städte sind Saint-Étienne, Clermont-Ferrand und Limoges. Hier finden regelmäßig mehrere Etappen der Tour de France statt.

## Geologie des Zentralmassivs
Früheste geologische Spuren lassen sich etwa auf 550 Mio. Jahre datieren. In dieser Zeit des beginnenden Kambriums scheint das Zentralmassiv zu einem großen Schwellensystem gehört zu haben, das zwei Meere voneinander trennte. Es ist hier Abtragungsschutt erhalten, teilweise von granitischen Intrusionen durchdrungen. Im Ordovizium, im Zeitraum vor etwa 480 bis 440 Mio. Jahren, senkte sich ein Graben ein und verbreiterte sich zu einem breiten Ozean, in dem vor allem mächtige Lagen toniger Tiefseesedimente abgelagert wurden. Vor 420 Mio. Jahren, an der Schwelle von Silur zum Devon, schob sich Gondwana wieder an Mitteleuropa heran. Der Meeresboden wurde zum größten Teil subduziert, und teilweise wurden Sedimentdecken auch verfrachtet. Damit erhob sich ein riesiges Faltengebirge, das variszische Gebirge. Es zog sich über den gesamten (heutigen) östlichen Rand Nordamerikas, das damals an Europa grenzte, quer über Mittel- bis Osteuropa und war vermutlich wesentlich gewaltiger als die heutigen Alpen. Sedimente wurden in große Tiefen verfrachtet und metamorphosiert. Magma stieg an der Subduktionszone empor. 
Sobald sich das variszische Gebirge erhob, fing es schon an, zu erodieren. Mächtige Schuttschichten lagerten sich im Vorland ab, das die Flüsse mäandrierend in einen Sumpf verwandelten. Das spielte sich im Karbon ab. Es entstanden in diesem Sumpf weite üppige Karbonwälder. In diesen Gegenden bildeten sich Kohleschichten.
Mit der alpidischen Faltung im Tertiär trat eine zweite Erhebung des Geländes ein: Die Kollision der afrikanischen mit der eurasischen Platte führte dazu, dass der Meeresboden, auf dem sich Kalkschichten von mehreren hundert Metern Mächtigkeit gebildet hatten, mitsamt dem Granitsockel erneut nach oben gedrückt wurde. Diese Kalkplateaus bilden die heutigen Causses, die erdgeschichtlich jüngeren Regionen des Zentralmassivs. Diese sind hauptsächlich im Erdmittelalter entstanden – insbesondere in der Jurazeit – und steigen von Nordwesten nach Südosten treppenförmig an: Während sie im Périgord und Quercy nur etwa 200 Meter Höhe erreichen und daher nicht zum eigentlichen Zentralmassiv gerechnet werden, liegen sie im Département Lozère über 1000 Meter hoch. Mehrere Flüsse, insbesondere der Tarn, haben Schluchten von enormer Tiefe zwischen sie eingegraben.
Entlang eines Geländeeinbruchs im Norden, der Limagne, trat im späten Tertiär erneut Lava zu Tage. Diese heute erloschenen Vulkane bilden eine mächtige Kette steiler Basaltkuppen westlich von Clermont-Ferrand, die so genannte Chaîne des Puys. Bekanntester Vulkan ist der Puy de Dôme, der dem Département den Namen gegeben hat.

## Relief und Teilgebirge

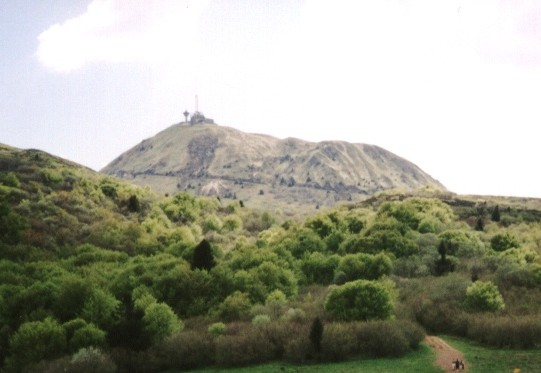
Der Puy de Dôme, bekanntester Vulkan des Zentralmassivs und Hausberg von Clermont-Ferrand

Der Nordwesten zwischen Limoges und Clermont-Ferrand wird zunächst durch das allmählich ansteigende Gelände des Haut-Limousin bestimmt, das auf dem Plateau de Millevaches im Mont Bessou (977 m) gipfelt. Daran schließt sich die Auvergne an, deren wichtigste Erhebungen die Chaîne des Puys mit dem Puy de Dôme (1465 m), das Massiv der Monts Dore mit dem Puy de Sancy (1886 m, höchste Erhebung des Zentralmassivs) und der Cantal mit dem Plomb du Cantal (1858 m) sind. Östlich von Clermont-Ferrand setzt sich die Auvergne fort: im Norden mit der Montagne de la Madeleine (1292 m), gefolgt von den Monts du Forez (1634 m) und den Bergländern des Livradois und des Vélay. Der Ostrand wird von Norden nach Süden vom Beaujolais, dem Lyonnais und dem Vivarais (bis 1754 m) gebildet, an die sich die Cevennen anschließen. Diese gipfeln im Mont Lozère, mit 1699 m der höchste nicht-vulkanische Berg des Zentralmassivs. Westlich davon liegen die Causses, deren höchste Erhebung auf dem Causse Méjean immerhin 1250 m beträgt. Die Rouergue, das Albigeois, die Monts de Lacaune, die Monts de l’Espinouse und die Montagne Noire bilden den südlichsten Teil, der noch bis über 1200 m ansteigt.

## Höchste Berge
Berge im Zentralmassiv über 1500 m:
1. Puy de Sancy (1885 m), höchster Punkt der Monts Dore und des Départements Puy-de-Dôme
2. Plomb du Cantal (1855 m), höchster Punkt des Départements Cantal und der Monts du Cantal
3. Puy Ferrand (1854 m)
4. Puy de Peyre-Arse (1806 m)
5. Puy Mary (1783 m)
6. Mont Mézenc (1753 m), höchster Punkt der Départements Haute-Loire und Ardèche
7. Pic de Finiels (1699 m), der höchste Gipfel des Mont Lozère-Massivs
8. Mont d’Alambre (1691 m)
9. Puy Griou (1690 m)
10. Pierre-sur-Haute (1631 m), höchster Punkt der Monts du Forez und des Départements Loire
11. Suc de Taupernas (1609 m)
12. Suc de Montfol (1601 m)
13. Suc de la Lauzière (1582 m)
14. Mont Aigoual (1567 m)
15. Truc de Fortunio (1552 m)
16. Signal du Luguet (1551 m)
17. Mont Gerbier-de-Jonc (1551 m)
18. Les Valadous (1548 m)
19. Les Sépoux (1535 m)
20. Suc de Sara (1520 m)
21. Grand Tanargue (1511 m)

## Verkehr
Das Zentralmassiv wird durch die Cevennenbahn und die Autoroute A 75 erschlossen.

## Klima
Das Zentralmassiv liegt zum größten Teil in der gemäßigten Klimazone, nur der Südrand wird bereits der subtropischen Klimazone mediterraner Ausprägung zugerechnet. Das Klima äußert sich in beiden Zonen als die jeweilige Variante der höheren Lagen, d. h., es ist insgesamt kühler und feuchter als das Standardklima. Die Temperaturen nehmen in der Tendenz mit Höhenlage und Nordexposition ab, wohingegen die Niederschläge mit Höhenlage und Westexposition zunehmen. Durch das vielgestaltige Relief existieren viele kleinräumige Klimate, insbesondere dort, wo Geländesenkungen oder Flusstäler geschützte Lagen geschaffen haben.
Kältepole im Zentralmassiv sind daher die höchsten Punkte in den Massiven des Monts Dore und dem Cantal sowie das Plateau de Millevaches aufgrund seiner exponierten Nordwestlage. Wärmeinseln sind die Limagne mit Clermont-Ferrand, Riom und Montluçon im Norden, das Bassin von Brive im Südwesten und die Ost- und Südflanken der Randgebirge, die in das Rhonetal und das Languedoc übergehen.
Entsprechend stellen sich Temperaturgang und Niederschlag im Jahresverlauf dar:
- Limoges liegt am Nordwestrand des Massivs auf knapp 400 Metern Höhe und weist ein noch maritim geprägtes Klima mit reichlichen, auf das Winterhalbjahr konzentrierten Niederschlägen und geringer Jahresamplitude auf.
  - Durchschnittstemperatur: 11,8 °C
  - Temperaturmaximum: 19,8 °C im August
  - Temperaturminimum: 5,2 °C im Januar
  - Niederschlagsmaximum: Spätherbst
- Clermont-Ferrand liegt fast auf derselben geografischen Breite, mit 332 Metern etwas niedriger und im geschützten Grabenbruch der Limagne. Das Klima ist zentraleuropäischen Typs mit feuchten, warmen Sommern und noch milden Wintern. 
  - Durchschnittstemperatur: 12,3 °C
  - Temperaturmaximum: 20,8 °C im August
  - Temperaturminimum: 4,6 °C im Januar
  - Niederschlagsmaximum: Frühjahr/Sommer
- Le Puy ist aufgrund seiner deutlich höheren, wenn auch südlicheren Lage von 832 Metern bereits von rauerem Klima geprägt. 
  - Durchschnittstemperatur: 9,1 °C
  - Temperaturmaximum: 17,6 °C im August
  - Temperaturminimum: 1,6 °C im Januar
  - Niederschlagsmaximum: Sommerhalbjahr

Sämtliche Angaben beziehen sich auf die Durchschnittswerte der Jahre 1997–2002.

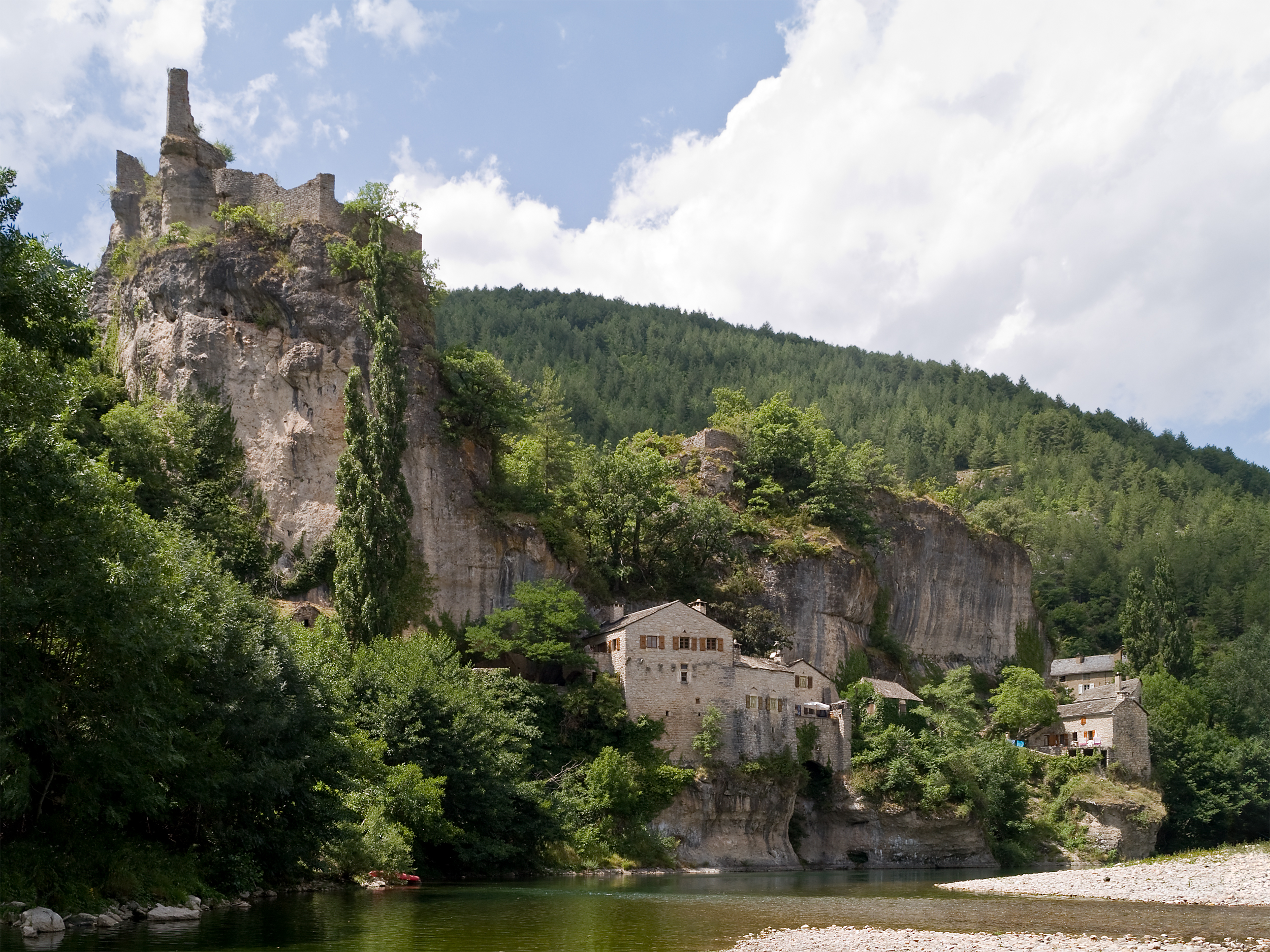
Das Dorf Castelbouc und die gleichnamige Burg am Tarn